# 로보트 (서태지의 노래)
로보트는 서태지의 3번째 솔로 음반《Seotaiji 7th Issue》의 일곱 번째 트랙이다.

## 노래
어린시절의 그리움을 그린 노래이지만, 나이를 먹어가면서의 슬픔과 변해 가는 자신의 공허함, 그리고 그것을 막을 수 없는 현실 속의 고통을 노래한 내용이다.

### 리마스터링 발매
2007년 서태지 데뷔 15주년을 기념해 발매된 박스세트 & Seotaiji 15th Anniversary에 포함된 7집과 2009년 이 박스세트가 각각 개별 앨범으로 재발매되면서 나온 7집 모두 리마스터링 버전이 수록되어 있다.

## 뮤직비디오
박명천 감독이 제작하였고, 대한민국의 배우 윤진서와 일본의 모델 휘황이 출연했다. 뮤직비디오는 2004년 2월 24일 온라인에 처음으로 공개되었다. 이 뮤직비디오는 다음 뮤직비디오인 〈Heffy End〉와 연결되기도 한다.
- 로보트 뮤직비디오 - 유튜브